# Pizzo Cacciabella
Il Pizzo Cacciabella (2.980 m s.l.m.) è una montagna dei Monti della Val Bregaglia nelle Alpi Retiche occidentali. Si trova nel Canton Grigioni (Svizzera).

## Descrizione
La montagna si trova a nord del gruppo delle Sciore, ad ovest del lago dell'Albigna e a sud-est rispetto alla val Bregaglia. Domina la val Bondasca (laterale della val Bregaglia).
La montagna è costituita di tre vette principali:
- Pizzo Cacciabella nord - 2.980 m
- Pizzo Cacciabella sud - 2.970 m
- Innominata di Cacciabella - 2.930 m